# Agustín Cordón Barrenechea
Agustín Cordón Barrenechea (València, 1973) és un economista, consultor i empresari català, ex conseller delegat del Grupo Zeta.
Llicenciat en Economia per la Universitat de Barcelona, estudis a Wharton (Pensilvània) i Ceibs (Shangai), ha treballat a l'àmbit de la consultoria, a l'empresa multinacional Ernst & Young, i com alt directiu a grups multinacionals de gran consum com Anheuser Busch, The Earthgrains i Sara Lee. En el món institucional, entre 2004 i 2015 va dirigir Fira de Barcelona. Va dirigir la Mobile World Capital entre 2011 i 2015. Fou conseller delegat de Grupo Zeta des de 2015 fins 2019, quan l'editorial fou adquirida per Prensa Ibérica i Cordón va fundar la seva pròpia consultora, Anantara Ventures.